# Hylaea biliosata
Hylaea biliosata är en fjärilsart som beskrevs av Charles Joseph de Villers 1789. Hylaea biliosata ingår i släktet Hylaea och familjen mätare. Inga underarter finns listade i Catalogue of Life.